# 加拿大法語
加拿大法語（法語：français canadien）主要使用於加拿大。2001年加拿大全國人口調查结果顯示，現時約有670萬加拿大人以法語作為母語，佔全國人口23%。由於種種原因，例如是地理上的隔閡、法加兩國政治上的疏離、英國的統治、幾個世紀以來語言上的演變等，都使得加拿大的法語和歐洲的法語存在著不少區別。

## 起源
加拿大法語不同於古法語——一種早在歐洲中世紀盛期說的語言。魁北克法語源於17和18世紀的巴黎法語（Parisian French），同時亦受到早期現代法語中一些地區性方言和法國殖民者帶來的奧依語感染，而相對上，這些感染對阿卡迪亞法語影響更深。此外，還有一種由法語和克里語演變而成的混合語言“米其芙語”，主要通用於散佈在曼尼托巴省、薩克其萬省和美國境內與該兩省相接的米蒂索人社區。

## 類型
法语在加拿大拥有特殊地位，加拿大政府鼓励新移民学习法语，支持法语学习和扶植法语文化。加拿大人使用的法語方言主要分三種，統稱為加拿大法語。這三種分別是：
- 魁北克法語：不單只在魁北克省，魁北克法語亦是全國多種法語方言中最為廣泛使用的一種。在安大略省東北部、草原省份、拉布拉多以至美国新英格蘭的法語社區，人們都用演變自魁北克法語的方言溝通。 本來這類方言均統稱為 "Laurentian French" ，但現時一般都會稱之為魁北克法語，儘管這或會令人產生誤會。法國人400年前來北美洲建立的殖民地新法蘭西，和後來的英屬北美都視加拿大和阿卡迪亞為兩個地方，因此原本所謂的加拿大法語其實是指魁北克法語，而不是好像現時般把阿卡迪亞法語和紐芬蘭法語包括在內。

- 阿卡迪亞法語（英语：Acadian French）：在加拿大大西洋省份、魁北克省和紐芬蘭島某些地區的阿卡迪亞人都說阿卡迪亞法語。一如與其相近的魁北克法語，此種法語方言與法國法語早在400年前，當法國在北美洲建立殖民地開始就出現分別。有些海外法語人士說，阿卡迪亞法語帶點古體味道，並就發音和詞彙方面的特性而言，令人聯想到到16世紀作家拉伯雷和劇作家莫里哀使用的語言。在美國路易西安納州南部通用的卡郡法語（法语：Français cajun）便是源於阿卡迪亞法語。

- 纽芬兰法语：17世紀至18世紀初，紐芬蘭島曾是法國殖民地，島上居民以紐芬蘭法語溝通。儘管紐芬蘭島在18世紀中期撥歸英國，島上法裔漁民依然享有捕魚權利，更有漁村一直保留至1904年。1949年，紐芬蘭島成為加拿大一部分，自此，法語在島上的空間減少。紐芬蘭法語與另外兩種上文提及的加拿大法語很不同，現時在紐芬蘭島上，只有極少數長者會說這種方言，亦因此紐芬蘭法語成為了瀕臨絕種語言之一。現時島上法語人口以說魁北克法語或阿卡迪亞法語的為主。

## 外部連結
- 2001 Census: Language（页面存档备份，存于）
- "French language: Canadian French today"（页面存档备份，存于） 加拿大百科全書.